# POU5F1
POU5F1 (англ. POU class 5 homeobox 1), більш відомий як Oct-4 (octamer-binding transcription factor 4) – білок, який кодується однойменним геном, розташованим у людей на короткому плечі 6-ї хромосоми. Довжина поліпептидного ланцюга білка становить 360 амінокислот, а молекулярна маса — 38 571.
| 10         |  | 20         |  | 30         |  | 40         |  | 50         |
| ---------- |  | ---------- |  | ---------- |  | ---------- |  | ---------- |
| MAGHLASDFA |  | FSPPPGGGGD |  | GPGGPEPGWV |  | DPRTWLSFQG |  | PPGGPGIGPG |
| VGPGSEVWGI |  | PPCPPPYEFC |  | GGMAYCGPQV |  | GVGLVPQGGL |  | ETSQPEGEAG |
| VGVESNSDGA |  | SPEPCTVTPG |  | AVKLEKEKLE |  | QNPEESQDIK |  | ALQKELEQFA |
| KLLKQKRITL |  | GYTQADVGLT |  | LGVLFGKVFS |  | QTTICRFEAL |  | QLSFKNMCKL |
| RPLLQKWVEE |  | ADNNENLQEI |  | CKAETLVQAR |  | KRKRTSIENR |  | VRGNLENLFL |
| QCPKPTLQQI |  | SHIAQQLGLE |  | KDVVRVWFCN |  | RRQKGKRSSS |  | DYAQREDFEA |
| AGSPFSGGPV |  | SFPLAPGPHF |  | GTPGYGSPHF |  | TALYSSVPFP |  | EGEAFPPVSV |
| TTLGSPMHSN |  |            |  |            |  |            |  |            |

A: Аланін

C: Цистеїн

D: Аспарагінова кислота

E: Глутамінова кислота

F: Фенілаланін

G: Гліцин

H: Гістидин

I: Ізолейцин

K: Лізин

L: Лейцин

M: Метіонін

N: Аспарагін

P: Пролін

Q: Глутамін

R: Аргінін

S: Серин

T: Треонін

V: Валін

W: Триптофан

Кодований геном білок за функціями належить до білків розвитку, фосфопротеїнів. 
Задіяний у таких біологічних процесах, як транскрипція, регуляція транскрипції, альтернативний сплайсинг. 
Білок має сайт для зв'язування з ДНК. 
Локалізований у цитоплазмі, ядрі.